# Gabriel de Gramont
Gabriel de Gramont né en 1486 en Gascogne et mort en 1534 est un prélat français, ambassadeur, évêque de Tarbes, archevêque de Toulouse et cardinal du titre San Giovanni a Porta Latina.

## Biographie
Gabriel de Gramont, membre le la maison de Gramont en Navarre, est le fils de Roger de Gramont, seigneur de Bidache et d'Éléonore de Béarn. Son frère Charles de Gramont fut archevêque de Bordeaux.
Il fait de solides études en littérature ou en politique et se consacre jeune à une vie ecclésiastique.
Le  28 avril 1523, il est nommé évêque de Couserans, en remplacement de son frère Charles. Il est transféré à l'évêché de Tarbes le 19 juillet 1524. Il devient maître des suppliques de François Ier.
Il est successivement ambassadeur en Espagne en 1525 pour traiter la délivrance de François Ier avec le cardinal de Tournon, puis ambassadeur en Angleterre en 1526, afin d'engager Henri VIII à épouser Marguerite d'Orléans, veuve de Charles, duc d'Alençon et ambassadeur à Rome où il obtient du souverain Pontife une dérogation temporaire à la clause du Concordat qui exceptait de la nomination royale les bénéfices déjà en possession de privilèges particuliers. Il est promu à l'archevêché de Bordeaux le 14 juillet 1529, mais il cède son siège à son frère Charles dès 1530.
Il est créé cardinal-prêtre le 8 juin 1530 et nommé évêque de Poitiers le 13 janvier 1532. La même année, il revendique auprès de François Ier le bénéfice de prévôt commendataire de l'abbaye Saint-Martin de Vertou qui le lui donne en récompense de ses loyaux services, alors que Guillaume de Carné avait déjà été nommé. Il s'ensuit un long procès entre les deux bénéficiaires qui trouva son épilogue par la mort de Gabriel de Gramont.
En 1533, il négocie le mariage du duc d'Orléans avec Catherine de Médicis. À cette occasion, il détermine le pape Clément VII à se rendre à Marseille pour y rencontrer le roi de France (1er août 1533).
Le 17 octobre 1533, il est nommé archevêque de Toulouse.
Gabriel de Gramont meurt le 26 mars 1534 au château archiépiscopal de Balma, près de Toulouse, et est enterré à Bidache, près du château de sa famille.